# Dioscorea gribinguiensis
Dioscorea gribinguiensis là một loài thực vật có hoa trong họ Dioscoreaceae. Loài này được Baudon mô tả khoa học đầu tiên năm 1913.